# Меррик, Уэйн
Леонард Уэйн Меррик (англ. Leonard Wayne Merrick; род. 23 апреля 1952, Сарния) — бывший канадский хоккеист, игравший на позиции центрального нападающего; четырёхкратный обладатель Кубка Стэнли в составе «Нью-Йорк Айлендерс» (1980, 1981, 1982, 1983). 

## Игровая карьера
На молодёжном уровне в течение трёх сезонов играл за команду «Оттава Сиксти Севенс», по итогам последнего сезона заработал 95 очков, забросив при этом 39 шайб. По окончании сезона на драфте НХЛ 1972 года был выбран в 1-м раунде под общим 9-м номером клубом «Сент-Луис Блюз».
В следующем сезоне дебютировал в НХЛ за «Блюз», за которых отыграл более трёх сезонов, заработав при этом в сезоне 1974/75 65 очков, который стал его лучшим результатом в НХЛ.
В ноябре 1975 года был обмеян в «Калифорнию Голден Силз», где отыграл целый сезон. После того как «Голден Силз» переехал в Кливленд и стал называться «Кливленд Баронз», он играл за эту команду полтора сезона.
В январе 1978 года вместе с защитником Дарси Регьером был обменян в «Нью-Йорк Айлендерс», где стал частью знаменитой команды, которая с 1980 по 1983 годы выигрывала четыре Кубка Стэнли подряд. Меррик завершил карьеру по окончании сезона 1983/84, в котормо «Айлендерс» не смогли выиграть пятый подряд Кубок, проиграв в финальной серии «Эдмонтон Ойлерз» со счётом 4-1.
Играл за сборную Канады на ЧМ-1977, на котором канадцы остались без медалей, заняв итоговое четвёртое место.

## Статистика

### Международная
| Год                     | Сборная                 | Турнир                  | Место                   |    | И | Г | П | О  | Ш |
| ----------------------- | ----------------------- | ----------------------- | ----------------------- | -- | - | - | - | -- | - |
| 1977                    | Канада                  | ЧМ                      | 4                       | 10 | 4 | 3 | 7 | 10 |   |
| Всего за сборную Канады | Всего за сборную Канады | Всего за сборную Канады | Всего за сборную Канады | 10 | 4 | 3 | 7 | 10 |   |